# Takács Ákos (marketingszakember)
Takács Ákos (Budapest, 1988. január 9.[forrás?]–) a Red Bull Hungária Kft. marketingmenedzsere, a Red Bull Pilvaker ötletgazdája és főszervezője.

## Élete és pályafutása
Takács Ákos a budapesti Veres Péter Gimnáziumban érettségizett 2006-ban,[forrás?] majd a Budapesti Corvinus Egyetem nemzetközi gazdálkodás szakján szerzett diplomát 2010-ben.[forrás?] Már az egyetemi évei alatt a Red Bull Hungária Kft. student brand menedzsereként dolgozott, 2010 és 2013 között a cég kulturális menedzsere, 2013-tól brand menedzsere, 2015-től pedig marketing menedzsere.
Takács Ákos a Red Bull Pilvaker ötletgazdája és főszervezője. Az esemény célja 2012-es indulása óta, hogy zenei alapokra helyezett költeményekkel és a hazai rap és könnyűzenei szcéna bevonásával hozza közelebb a fiatalokhoz a magyar irodalom költeményeit. 2016-ban a Szavak című Juhász Gyula-vers modern, pilvakeres feldolgozása a nyolcadikos tananyag része lett.
2020-ban Takács Ákos, mint a Pilvaker ötletgazdája a Fidelio magazin Kult50-es listájára került Popkultúra kategóriában, így ismerték el a Pilvaker misszióját, a kulturális portál „Petőfi menedzsereként” említi a marketingszakembert.